# Paul Guillaume
Paul Guillaume (Parigi, 28 novembre 1891 – Parigi, 1º ottobre 1934) è stato un collezionista d'arte e gallerista francese.

## Biografia
Grazie a Guillaume Apollinaire, che lo introdusse alla pittura d'avanguardia, ebbe modo di conoscere Modigliani, De Chirico, Matisse, Derain e Picasso, dei quali espose le opere nella sua galleria.
In seguito divenne anche mercante d'arte soprattutto delle opere di Utrillo e Soutine, oltre che di Modigliani, di cui fu a lungo amico e dal quale venne ritratto ben 4 volte.